# Professor Pardal
Professor Pardal (Gyro Gearloose nos Estados Unidos) é um personagem de ficção, um garnisé antropomorfo criado em 1952 por Carl Barks para a Walt Disney Company. Ele surgiu originalmente nos quadrinhos Disney como um amigo do Pato Donald, do Tio Patinhas, dos Escoteiros-Mirins e de todos que se associam a eles.
O Professor Pardal é o inventor mais famoso de Patópolis, um amigo das pessoas e que tem bons sentimentos com todo mundo, embora ocasionalmente provoque reações irritadas devido a alguns desastres provocados pelos seus inventos. Mesmo que suas invenções não funcionem sempre da maneira que se espera, suas intenções são sempre boas. Pardal é ajudado frequentemente por Lampadinha (criado por Barks em 1953), um pequeno androide com uma lâmpada no lugar da cabeça, que é considerado sua maior invenção (ao lado do "chapéu pensador", um dispositivo em forma de telhado com chaminé habitado por corvos, que o ajuda a ter ideias). Outro assistente frequente é seu sobrinho Pascoal, um menino-prodígio que encontra soluções criativas em todas as situações (a lanterna que projeta escuridão e o distorcedor de furacões são alguns exemplos).
Na escola italiana de quadrinhos Disney, Pardal criou todo o equipamento do Superpato. No Brasil, ele criou os apetrechos do atrapalhado Morcego Vermelho.
Em algumas histórias, o maior rival do Professor Pardal é o Professor Gavião, mas os Irmãos Metralha e Maga Patalójika também se destacam como seus antagonistas.
O Professor Pardal fez sua primeira aparição animada em um longa-metragem de 1980. No especial de televisão Sport Goofy in Soccermania com apenas uma linha de diálogo, interpretado por Will Ryan: "Senhor Patinhas, se separando com um milhão de dólares?". Na subsequente série animada DuckTales, de 1987, o Professor Pardal tornou-se um personagem regular.
Um Professor Pardal reimaginado aparece no reboot de DuckTales de 2017 (interpretado por Jim Rash), no qual ele mantém um laboratório na Caixa-Forte de Scrooge. Este Professor Pardal funde características de seu início mais duro e cômico com os de sua contraparte original de DuckTales; o resultado é um Professor Pardal que luta com as graças sociais. Ele também tem um histórico de invenções ganhando consciência e tornando-se más, embora ele argumente que algumas delas são apenas "mal entendidas". Em seu episódio de estreia, ele revela Little Bulb (a versão deste programa do Lampadinha), que sai do controle sob a supervisão de Luisinho, e começa a debater a criação da armadura Gizmoduck sob o codinome "Project Blatherskite".

## Primeira aparição
Sua primeira história foi "Gladstone's Terrible Secret", publicada em maio de 1952, nos Estados Unidos. Esta história foi publicada no Brasil em 1956, na revista "Mickey" 51, com o título "A Sorte Do Gastão". A primeira história produzida no Brasil foi "O Rei Do Ié-Ié-Ié", publicada na revista "Zé Carioca" 869, de 1968 com roteiro e desenhos de Waldyr Igayara de Souza.